# Medarda
Medarda – imię żeńskie, żeński odpowiednik germańskiego imienia męskiego Medard, powstałego z członów maht — "potęga, władza, moc, męstwo" oraz hart — "silny, odważny, śmiały". 
Medarda imieniny obchodzi 8 czerwca, jako wspomnienie św. Medarda z Noyon (ok. 456 – ok. 545), biskupa Noyon.